# Міжнародне нормалізоване відношення
Міжнародне нормалізоване відношення, абревіатура МНВ (англ. International Normalized Ratio (INR)) — стандарт визначення протромбінового індексу, який не залежить від способу визначення протромбінового часу та чутливості реагентів, які застосовуються для визначення даного показника в лабораторії, і базується на порівнянні показників протромбінового індексу пацієнта із показниками зсідання крові стандартизованих лабораторних тест-систем.
Визначення міжнародного нормалізованого відношення застосовується замість визначення протромбінового часу та протромбінового індексу в зв'язку із тим, що при визначенні даних показників у пацієнтів, які приймають пероральні антикоагулянти, спостерігаються значні відмінності у результатах даних обстежень. Це пов'язано із тим, що різні види тромбопластину, який застосовується при визначенні протромбінового часу або протромбінового індексу, дають неоднозначні результати цих показників у різних пацієнтів. У зв'язку із цим, щоб уникнути плутанини при встановленні результатів аналізів, для стандартизації тромбопластину рішенням ВООЗ було вирішено використовувати індекс чутливості тромбопластину по відношенню до стандартного тромбопластину. Перший стандартизований тромбопластин, який отримав кодову назву IRP 67/40, був отриманий у 1976 році із мозку людини. У 1983 році ВООЗ офіційно затвердила тромбопластин із мозку людини як референтний, та встановила, що індекс чутливості цього тромбопластину дорівнює 1,0 (Міжнародний референтний препарат ВООЗ), і усі інші комерційні тромбопластини калібруются за ним, і вони не повинні подовжувати час згортання крові на стандартне зниження концентрації факторів тромбопластинового комплексу у межах 20 % від стандарту ВООЗ. Після затвердження міжнародного індексу чутливості тромбопластину протромбінові показники (час і індекс) почали виражати у вигляді міжнародного нормалізованого відношення (МНВ).

## Історія
МНВ було винайдено на початку 1980-х Томом Кірквудом (Tom Kirkwood), який працював у Національному інституті біологічних стандартів та контролю Великої Британії (а згодом і в Національному інституті медичних досліджень Великої Британії), щоб забезпечити послідовний спосіб вираження співвідношення протромбінового часу, яке раніше страждало від значної міри варіацій між центрами, що використовують різні реагенти. МНВ було поєднано з одночасним винаходом доктора Кірквуда Міжнародного індексу чутливості (МІЧ, англ. ISI), який забезпечив засоби для калібрування різних партій тромбопластинів до міжнародного стандарту. МНВ стало широко прийнятим у всьому світі, особливо після схвалення ВООЗ.

## Методика визначення міжнародного нормалізованого відношення
Після забору венозної, згідно деяких методик допускається забір капілярної крові, досліджувану кров додають у пробірку з цитратом натрію, вміст пробірки центрифугують для видалення форменних елементів крові, після центрифугування в пробірку додають хлорид кальцію та тромбопластин. Після додавання необхідних складових визначається час утворення згустка крові — протромбіновий час (ПТЧ). Після визначення протромбінового часу пацієнта міжнародне нормалізоване відношення (МНВ) визначають по формулі: МНВ= (ПТЧ пацієнта/ПТЧ стандарт)МІЧ, де ПТЧ стандарт — протромбіновий час стандартної плазми, а МІЧ — міжнародний індекс чутливості тромбопластину, що вказує виробник для кожної серії тромбопластину.

## Оцінка результатів дослідження міжнародного нормалізованого відношення
У нормі міжнародне нормалізоване відношення становить 0,8—1,2. Для осіб, які приймають пероральні антикоагулянти для профілактики та лікування тромбозу глибоких вен або тромбоемболії (у тому числі ТЕЛА), після операцій на серці при наявності клапанів із власної тканини, для лікування фібриляції передсердь, рекомендований рівень МНВ становить 2,0—3,0. При наявності у пацієнта механічних клапанів серця рекомендований рівень МНВ становить 2,5–3,5.

## Фактори, при яких підвищується або знижується міжнародне нормалізоване відношення
Міжнародне нормалізоване відношення може підвищуватися у випадках дефіциту вітаміну К, цирозу печінки, вірусних гепатитів, лікування пероральними антикоагулянтами (зокрема, варфарином або синкумаром), ДВЗ-синдромі, спадковому дефіциті тромбіну або інших факторів зсідання крові (зокрема, факторів V, VII та Х), а також у випадку масивного переливання крові, застосування деяких антибіотиків.
Міжнародне нормалізоване відношення може знижуватися у випадку вживання в їжу великої кількості телятини, свинячої печінки, зеленого чаю, броколі, гороху, капусти, ріпи, продуктів із сої (які містять у собі велику кількість вітаміну К); при лікуванні барбітуратами, застосуванні гормональних препаратів, застосуванні пероральних контрацептивів, вживанні вітаміну К (як у вигляді лікарських препаратів, зокрема вікасолу, так і у вигляді полівітамінних препаратів або харчових добавок).